# 毛香火绒草
毛香火绒草（学名：Leontopodium stracheyi）是菊科火绒草属的植物。分布在喜马拉雅山以及中国大陆的云南、西藏、四川等地，生长于海拔3,000米至4,000米的地区，多生在亚高山山谷溪岸、干燥草地、高山、砾石坡地、沟地灌丛、湿润以及杂木林外缘。

## 异名
- Leontopodium stracheyi (Hook. f.) C. B. Clarke ex Hemsl. var. tenuicaule Beauv.